# Zhao Dayu
Zhao Dayu (en chino: 赵达裕; Cantón, 17 de enero de 1961 – ibíd., 18 de marzo de 2015) fue un entrenador y futbolista chino que jugaba en la demarcación de delantero.

## Biografía
Debutó como futbolista en 1978, cuando contaba con 21 años, con el Guangzhou Evergrande de su ciudad natal. En 1981 ayudó al equipo a hacerse con el título de la segunda división, ayudando al equipo a jugar en la primera división. Jugó en el club hasta 1986, año que sufrió una seria lesión, apartándole de los terrenos de juego durante dos años. En 1988 volvió para jugar en el Urawa Red Diamonds, donde jugó durante dos años y ganó con el club la JSL División 2. A su llegada al club nipón, además de ser futbolista del club, fue entrenador de la cantera del equipo durante 1988. Nueve años después de su retiro como futbolista en 1990, volvió como entrenador del primer equipo del Guangzhou Evergrande, con quien ganó seis partidos de 18.
Falleció el 18 de marzo de 2015 en Guangzhou tras sufrir un cáncer de hígado a los 54 años de edad.

## Selección nacional
Jugó un total de 29 partidos con la selección de fútbol de China, haciendo su debut en 1982. Marcó su primer gol contra Argentina en la Copa Nehru de 1984. Mientras la Copa Nehru Cup era un torneo amistoso, Zhao mostró de lo que era capaz cuando jugó la Copa Asiática 1984 donde ayudó a la selección a quedar en segunda posición en el torneo. En 1986 he se retiró de la selección tras sufrir una fractura en la tibia y peroné en la pierna izquierda.

## Clubes

### Como futbolista
| Club                 | País  | Año         |
| -------------------- | ----- | ----------- |
| Guangzhou Evergrande | China | 1978 - 1986 |
| Urawa Red Diamonds   | Japón | 1988 - 1990 |

### Como entrenador
| Club                 | País  | Año  |
| -------------------- | ----- | ---- |
| Guangzhou Evergrande | China | 1999 |

## Palmarés

### Campeonatos nacionales
| Título         | Club               | País  | Año  |
| -------------- | ------------------ | ----- | ---- |
| JSL División 2 | Urawa Red Diamonds | Japón | 1990 |